# 社步镇
社步镇，是中华人民共和国广西壮族自治区贵港市桂平市下辖的一个乡镇级行政单位。

## 行政区划
社步镇下辖以下地区：
社步社区、杨溪村、榕罗村、湴山村、清石村、中占村、新岭村、宁江村、社步村、丰贺村、新民村、石井村、福新村、良北村、乌竹村和石江村。